# 詹園
詹園，是中國廣東省中山市的古典式園林建築群，始建於1998年，常被稱作中山詹園，又名中山大宅門。

## 歷史
詹園位於中山市南區北台村，本是私人園林，由澳門商人黃遠新親自設計，供其母親養老，園名「詹」即取自其母姓氏。始建於1998年，歷時五年完工。設計風格結合蘇州園林及嶺南園林的特色。
園主母親搬離後，變成開放參觀的旅遊景點，屬於国家4A级旅游景区。